# 거대한 마술

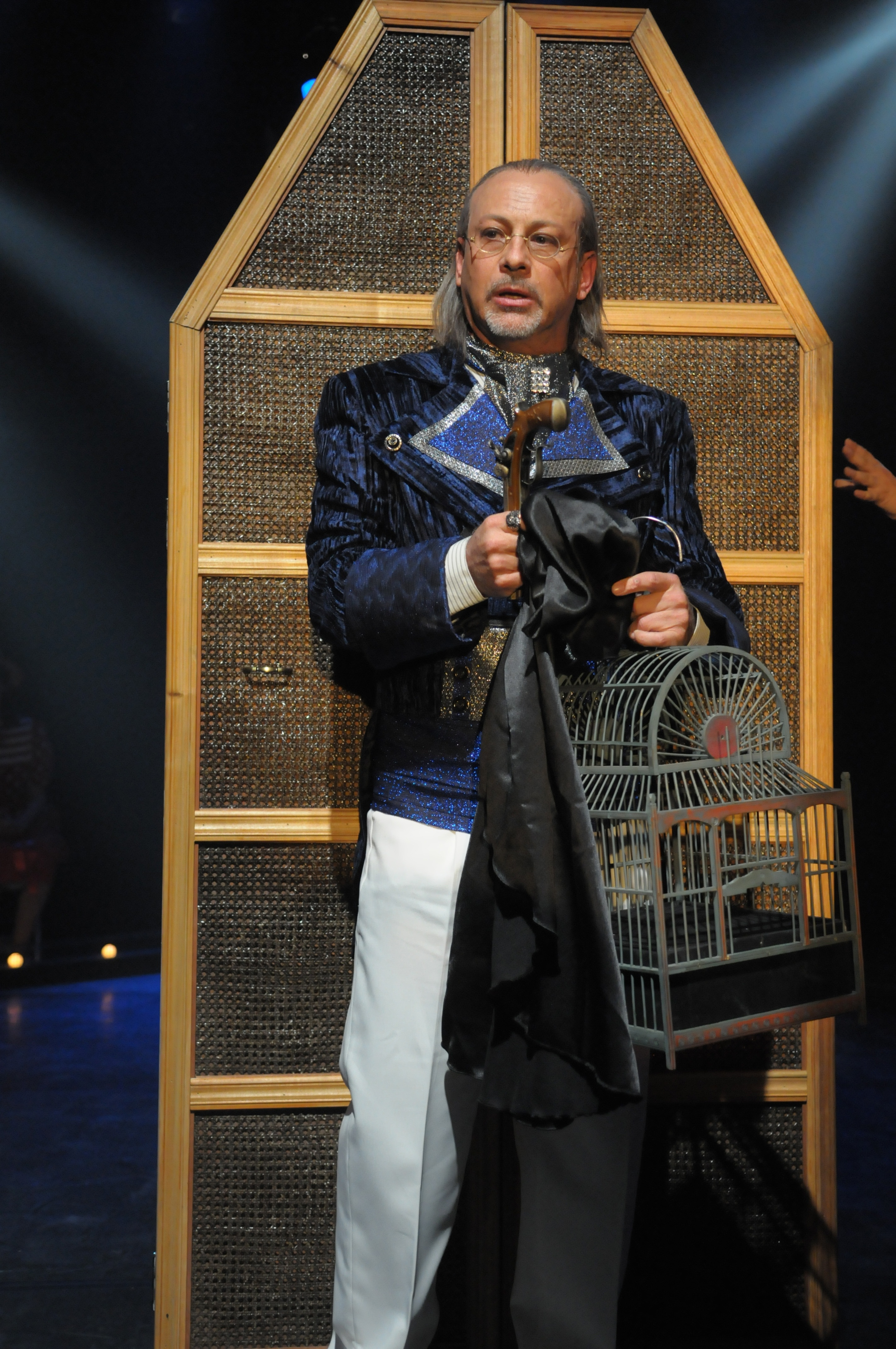

《거대한 마술》(La grande magia)은 20세기 이탈리아 연극계에서 배우, 극작가로 활동한 에두아르도 드 필리포가 쓴 1948년 희극이자 대표작이다. 마술적 환상에 기대 살아가던 주인공이 스스로 환상 세계의 주인이 됨으로써 실존을 찾는다는 이야기. 인생을 하나의 거대한 마술에 빗대고 있다.

## 개요
교외의 한 호텔 야외 연회장에서 마술쇼가 벌어진다. 관객들의 열띤 호응 가운데, 무언가를 사라지게 했다가 다시 나타나게 하는 마술 시연이 이어진다. 그리고 마술쇼 도중 마르타가 정말로 사라지는 일이 생긴다. 아내를 자리로 되돌려놓으라는 칼로게로와 아내에 대한 일말의 의심도 없는 믿음으로 상자 뚜껑을 열면 거기서 아내가 나타날 것이라 말하는 마술사. 결국 칼로게로는 마술사에게서 받은 상자 뚜껑을 열지 못한 채 객석으로 돌아가고 마르타가 사라진 채 그렇게 수일이, 또 수년이 지나간다.
작품은 마술적 환상에 기대 살아가던 주인공이 스스로 환상 세계의 주인이 됨으로써 실존을 찾는다는 이야기다. 루이지 피란델로의 계보를 잇는 이탈리아 현대 연극의 대표 작가로 “이탈리아의 몰리에르”라 불리는 에두아르도 드 필리포는 이 작품을 통해 실재와 거짓 환상이 뒤섞인 삶의 속성을 들여다보고 결국 삶의 본질은 개인의 신념에 따라 규정되는 것임을 깨우쳐 준다. 코메디아델라르테 전통을 계승한 코미디로 파리 공연의 큰 성공에 힘입어 세계 각국에 에두아르도 드 필리포의 대표작으로 소개되어 왔다.